# Моллер, Егор Александрович
Егор Александрович Моллер (псевдоним Петербургский житель; 1812—1879) — беллетрист, журналист.

## Биография
Сын художника. Участвовал в домашних спектаклях у Штакеншнейдеров. В 1858 году как доверенное лицо Г. А. Кушелева-Безбородко подбирал сотрудников для журнала «Русское слово», в связи с чем познакомился с М. М. и Ф. М. Достоевскими. Позднее участвовал в их журнале «Время».
Обратил на себя внимание бойкими фельетонами в «Библиотеке для чтения» 1850-х гг., затем продолжал их в «Отечественных записках». Напечатал ряд рассказов и повестей, не лишенных наблюдательности: «Горькая доля» («Библ. для чтения», 1854, т. 128), «Старьёвщик» (там же, 1855, т. 132), «Настя» (там же, 1855, т. 133), «Было да быльем поросло» (там же, 1856, т. 138), «Под качелями» («Время», 1861, № 6) и др.
Сотрудничал в журналах «Иллюстрации», «Русский мир», «Русское слово», в еженедельном издании «Сын Отечества» печатал театральные рецензии, в «Отечественных записках» — фельетоны. Делал переводы для разных изданий с польского и французского. Написал (1863) пьесу «Кошке — игрушки, мышке — слёзки», принятую к постановке, но запрещённую в январе 1864 года цензурой ввиду того, что в ней «выведены наши петербургские камелии и, кроме того, в самом нахальном виде».
Моллер заявил себя бытописателем петербургских низов. Его герои — бедняки, мечтающие о семейном счастье и богатстве, перебивающиеся случайным заработком, разнообразные типы столичных жителей.